# Gueïdar Djemal
Pour les articles homonymes, voir Djemal.
 (août 2022).
La mise en forme du texte ne suit pas les recommandations de Wikipédia : il faut le « wikifier ».
Les points d'amélioration suivants sont les cas les plus fréquents. Le détail des points à revoir est peut-être précisé sur la page de discussion.
- Les titres sont pré-formatés par le logiciel. Ils ne sont ni en capitales, ni en gras.
- Le texte ne doit pas être écrit en capitales (les noms de famille non plus), ni en gras, ni en italique, ni en « petit »…
- Le gras n'est utilisé que pour surligner le titre de l'article dans l'introduction, une seule fois.
- L'italique est rarement utilisé : mots en langue étrangère, titres d'œuvres, noms de bateaux, etc.
- Les citations ne sont pas en italique mais en corps de texte normal. Elles sont entourées par des guillemets français : « et ».
- Les listes à puces sont à éviter, des paragraphes rédigés étant largement préférés. Les tableaux sont à réserver à la présentation de données structurées (résultats, etc.).
- Les appels de note de bas de page (petits chiffres en exposant, introduits par l'outil «  Source ») sont à placer entre la fin de phrase et le point final[comme ça].
- Les liens internes (vers d'autres articles de Wikipédia) sont à choisir avec parcimonie. Créez des liens vers des articles approfondissant le sujet. Les termes génériques sans rapport avec le sujet sont à éviter, ainsi que les répétitions de liens vers un même terme.
- Les liens externes sont à placer uniquement dans une section « Liens externes », à la fin de l'article. Ces liens sont à choisir avec parcimonie suivant les règles définies. Si un lien sert de source à l'article, son insertion dans le texte est à faire par les notes de bas de page.
- La présentation des références doit suivre les conventions bibliographiques. Il est recommandé d'utiliser les modèles {{Ouvrage}}, {{Chapitre}}, {{Article}}, {{Lien web}} et/ou {{Bibliographie}}. Le mode d'édition visuel peut mettre en forme automatiquement les références.
- Insérer une infobox (cadre d'informations à droite) n'est pas obligatoire pour parachever la mise en page.

Pour une aide détaillée, merci de consulter Aide:Wikification.
Si vous pensez que ces points ont été résolus, vous pouvez retirer ce bandeau et améliorer la mise en forme d'un autre article.
Gueïdar Djahidovitch Djemal (en russe : Гейда́р Джахи́дович Джема́ль, azéri : Heydər Cahid oğlu Camal, parfois translittéré Heydar Jamal), né le 6 novembre 1947 à Moscou et mort le 5 décembre 2016 à Almaty, est un militant politique islamiste russe.
Il a été le fondateur et président du Comité islamique de Russie. Il a également été coprésident et membre du Présidium du Mouvement social russe « Héritage islamique russe », membre permanent du Congrès populaire arabe et islamique, l'un des fondateurs et membre du Conseil de coordination du Front de Gauche, membre de L'Autre Russie. Il a participé à la marche des dissidents.

## Enfance et éducation
Djemal naît le 6 novembre 1947 à Moscou[réf. nécessaire]. Son père est l'artiste azerbaïdjanais Dzakhid Dzemal, qui est censé être un descendant de Hulagu Khan. Sa mère est Irina Shapovalova, une cavalière et dresseuse équestre bien connue, issue de la famille noble Shepelev. Ses parents divorcent quand il est très jeune et il est élevé par ses grands-parents maternels. Le grand-père maternel de Djemal, Igor Shapovalov, est professeur de philosophie allemande, ainsi que directeur du théâtre Maly et premier vice-ministre de la Culture de l'Union soviétique.
En 1965, après avoir obtenu son diplôme, Djemal entre à l'Institut des langues orientales de l'université d'État de Moscou, mais un an plus tard, il en est expulsé pour « nationalisme bourgeois ». Plus tard, il prend un poste de rédacteur en chef à la maison d'édition Médecine, où il rencontre Ilya Moskvin, diplômé de l'université d'État de Moscou. Il travaille à « Médecine » en tant qu'éditeur et édite de nombreux ouvrages sur la psychiatrie[réf. nécessaire].

## Histoire militante
Dans les années 1960 et 1970, Djemal rejoint un certain nombre d'organisations clandestines bohèmes vaguement affiliées (tusovka) associées à Iouri Mamléïev. Certains membres de ces groupes ont accès aux collections secrètes de la Bibliothèque d'État panrusse de littérature étrangère et apportent à ces discussions les œuvres d'un certain nombre de mystiques et de philosophes (dont les ésotéristes bien connus Julius Evola et Alain de Benoist). Grâce à Mamléïev, ces œuvres deviennent populaires parmi une souche intellectuelle du néonazisme russe.
Sous la pression du KGB, l'organisation s'est dissoute ; pour échapper au service militaire obligatoire, Djemal prétend être schizophrène et est envoyé dans un établissement psychiatrique. En 1974, après l'émigration de Mamléïev aux États-Unis, Djemal et l'analyste politique Alexandre Douguine (que Djemal qualifie plus tard de « penseur brillant » et d'« ancien disciple ») rencontrent le philosophe Evgeniy V. Golovin, qui crée « l'Ordre noir du SS ». À la fin des années 1980, tous deux sont membres de la société nationaliste Pamyat, mais en sont exclus pour occultisme présumé.

## Incursion dans l'Islam
À partir de 1980, il est membre du mouvement islamique du Tadjikistan et, en 1990, il rejoint les membres des organisations clandestines des régions du Caucase et de la Volga en Russie dans la formation d'un parti parapluie du renouveau islamique, actif dans toute l'Union soviétique et dont le leadership provient de diverses traditions islamiques. Le parti allègue que seuls les musulmans soviétiques (Turcs, Caucasiens et Slaves islamisés) permettraient à l'Union soviétique de s'opposer de manière significative à l'Occident. Pendant la guerre civile au Tadjikistan, Djemal travaille comme conseiller de Davlat Usmon, l'un des fondateurs du Parti de la renaissance islamique du Tadjikistan.
Au sein du Parti de la Renaissance islamique à Astrakhan, il devient vice-président du parti[réf. nécessaire]. Dans la même année, il établit un centre d'information Tawḥīd et lance le journal islamique russophone Al-Waḥdat (Unité). Lors de la désintégration de l'URSS, la branche tadjike de l'IRP est sa prochaine étape où il assume le poste de délégué russe au Centre russe, un organe représentatif au sein du comité central du parti[réf. nécessaire].
Pendant la guerre civile tadjike de 1992, il est nommé conseiller politique du vice-premier ministre du gouvernement de coalition démocratique islamique dirigé par Davlat Usmon. Il participe à la Conférence populaire arabe et islamique de Khartoum et devient consécutivement membre de son conseil permanent. Pendant son séjour à Khartoum, il fait la connaissance du Dr Hassan Al-Turabi, qui lui demande de diriger le Comité islamique de Russie. À cette époque, il commence également à produire des séries télévisées et des films sur l'islam et la philosophie, tels que Now, All Koran Suras et One Thousand and One Days[réf. nécessaire]. Pendant cette période, il affirme que le seul moyen pour la Russie d'échapper à la disparition géopolitique est de devenir un État musulman.
En 1995, le Conseil islamique s'affilie à l'Union des musulmans de Russie dirigée par Nadirshakh Khachilaev[réf. nécessaire]. En 1996, il devient le conseiller d'Alexander Lebed et coopère avec lui et l'Union d'Organisations Patriotiques et Nationales de la Russie pour soutenir un bloc sur la campagne présidentielle du général Lebedev[réf. nécessaire].
Tout en étant membre du Conseil Central SPNOR, Djemal est un intermédiaire entre Lebedev et Maskhadov pendant la première guerre de Tchétchénie. Il établit des liens avec des organisations musulmanes en Europe dont le siège est[pas clair] situé à Florence, en Italie. La première réunion a lieu en décembre 1993. Il maintient des contacts avec le British Muslim Council, le Parlement islamique du Royaume-Uni[Quoi ?] et le Sorbonne Friends of Islam Club, créé par Roger Garaudy et Rashid Benissa, inspecteur principal de l'UNESCO pour les réfugiés[réf. nécessaire].
Au début des années 1990, Djemal fait quelques émissions de télévision sur les questions islamiques (Nyne (Aujourd'hui), Minaret, etc.). En mai 1994, le documentaire de Djemal, République islamique d'Iran, est diffusé par les chaînes russes Pervij et The First, créant un scandale politique qui fait écho aux sentiments anti-iraniens en Russie[réf. nécessaire].
En 1998, il fait une tournée en Afrique du Sud, donnant des conférences. À l'invitation du cheikh Ahmed Yassine, Djemal se rend en Afrique du Sud pour donner un cours d'anthropologie sociale et de philosophie politique à l'université du Cap. Pour ce cours, il reçoit un doctorat honorifique de l'université du Cap[réf. nécessaire].
Le 21 février 2009 à Iekaterinbourg, il crée l'Union internationale de soutien aux travailleurs migrants.
En 2011, Djemal fonde le club intellectuel Florian Geyer[réf. nécessaire].
Gueïdar Djemal meurt le 5 décembre 2016 à Almaty. Conformément à sa volonté, il est enterré au cimetière de Baganashyl dans les contreforts du Tien Shan.
Le 30 juillet 2018, son fils, le journaliste Orhan Djemal, est tué avec son réalisateur et son caméraman lors du tournage d'un documentaire sur les activités du Groupe Wagner en République centrafricaine.

## Prises de positions
En 1999, lors de la conférence orthodoxe orientale-islamique de Saint-Pétersbourg, il avance la thèse de la possibilité d'une alliance stratégique anti-impérialiste entre les musulmans et la spiritualité du christianisme orthodoxe[réf. nécessaire].
En 2001, il qualifie l’intervention américaine en Afghanistan de « nouvelle forme de guerre coloniale ».
Il fait partie des 34 premiers signataires d'un manifeste en ligne anti-Vladimir Poutine, « Putin Must Go », publié le 10 mars 2010.

## Opinions religieuses
Il y a un débat sur la religion de Jamal. Ainsi, l'érudit islamique Roman Silantyev et la journaliste Yulia Latynina ont souligné que Jamal professait l'islam chiite et était un Jafarite. Dans le même temps, le chef du Congrès mondial de la jeunesse tatare Ruslan Aysin, le 6 décembre 2016, à l'occasion des funérailles de Jamal, a déclaré ce qui suit : « Il a été enterré selon la tradition sunnite - il était sunnite et, en général, était un opposant de division. Il croyait que la plate-forme des musulmans est une plate-forme d'unification, et il a fortement insisté là-dessus. Sa philosophie et sa méthodologie étaient basées sur l'idée que les musulmans devaient s'unir »[réf. nécessaire].
Le portail Internet Voice of Islam rapporte que Gueïdar Jamal a longtemps professé un courant chiite, mais qu'il a changé d'avis dans ses dernières années.

« Il faut dire que dans les dernières années de sa vie Heydar, par la grâce d'Allah, a opéré pour lui un virage aigu et difficile dans le respect moral et intellectuel - envers sa oumma, ce qu'elle est et ce qu'elle a été tout au long de son histoire. Étant pendant de nombreuses années non seulement un chiite, mais le chiite russophone le plus frappant et le plus convaincant, il s'est rendu compte au milieu du Jihad à Sham que le chiisme était devenu une force contre l'islam et la oumma, et a fait un choix décisif en faveur de cette dernière. Ce choix était particulièrement précieux, compte tenu de ce qui se faisait à un moment où Heydar savait déjà qu'il était gravement malade et réalisait peut-être que son chemin terrestre s'épuisait. »

Dans le même temps, Jamal lui-même a annoncé ce qui suit sur son site officiel en 2008 :

« Récemment, de nombreuses personnes m'ont interrogé sur mon appartenance à une direction ou à une autre au sein de l'islam. Certaines personnes disent : « Nous sommes d'accord avec vous à bien des égards, mais ici, vous êtes chiite. Oh, si vous n'étiez pas chiite !…
Pour supprimer une fois pour toutes toutes les questions qui se posent aux frères, je déclare officiellement ce qui suit :
1. Je suis et soutiens tous ceux qui suivent, le Coran et l'authentique Sunnah du Prophète ﷺ .
2. Je défends l'unité théologique et politique complète et inséparable de tous les musulmans sur la plate-forme du jihad dans le chemin d'Allah jusqu'à ce que toute religion sur terre appartienne à Lui seul.
3. Je ne suis aucun des Mujtahids chiites vivants.
4. Je rejette catégoriquement le panthéisme et la Aqida soufie basée sur celui-ci et les enseignements de Muhammad ibn al-Arabi, qui est à la base de l'Irfan de l'école théologique de Kum.
5. Je ne maudis aucun des Rashidun (qu'Allah soit satisfait d'eux !).
6. Je crois que dans toutes les directions de l'islam, créé par des musulmans sincères faisant des efforts dans le chemin d'Allah, à l'exception des idées fausses, il y a aussi un grain de vérité, qui sera exigé dans la 73e direction/secte, conçue pour mener à bien la complète victoire des musulmans sur le Dajjal sous la direction du Mahdi attendu (et à l'arrivée du Mahdi est convenue par toutes les sectes des musulmans !) »

## Analyse politique et philosophie
Les analyses politiques de Djemal ont été caractérisées de diverses manières. Certains l'ont vu comme un style islamique du marxisme, tandis que d'autres ont relié son point de vue à l'Islam fondamentaliste. Les noms de ses organes d'information (Tawḥīd et Al-Waḥdat, signifiant « monothéisme » et « unité ») sont des aspects clés du salafisme. Il a tenté de combler les différences entre le chiisme et le sunnisme ; en 1999, Djemal a souligné « l'esprit intérieur » de l'islam chiite et la dimension géopolitique « extérieure » préservée dans le sunnisme, et a affirmé que ces différences étaient « déjà emportées ».

## Liste des œuvres
| Année | Titre                                                                                       | Éditeur                        | ISBN | Langue |
| ----- | ------------------------------------------------------------------------------------------- | ------------------------------ | ---- | ------ |
| 1981  | Orientation - Nord Archived                                                                 | Ultra. Culture                 |      | russe  |
| 2003  | La révolution des prophètes                                                                 | Ultra. Culture                 |      | russe  |
| 2004  | Exemption de l'islam                                                                        | UMMA                           |      | russe  |
| 2004  | Une fenêtre sur la nuit. Poèmes                                                             | Ekaterinbourg : Ultra. Culture |      | russe  |
| 2005  | Initiative intellectuelle islamique au XXe siècle (sous la direction générale de M. Djemal) | OUMMAH                         |      | russe  |
| 2010  | Dawud contre Jalut (David contre. Goliath)                                                  | Pensée sociale et politique    |      | russe  |
| 2010  | Mur de Zulkarnayn                                                                           | Pensée sociale et politique    |      | russe  |
| 2010  | Fusils et Karamultuks                                                                       | Pensée sociale et politique    |      | russe  |